# Paul Hazard
 Paul Hazard  (Noordpeene, 1878 - París, 1944), home de lletres, historiador i assagista francès.
Docent universitari des de 1904, va escriure el 1910 la seva tesi doctoral sobre la influència de la Revolució Francesa a la literatura italiana. Va ser catedràtic a la Universitat de Lió. Professor a la Sorbona des de 1913, va ser mobilitzat durant la Primera Guerra Mundial, i el 1925 va arribar a la càtedra de literatura moderna i comparada al Col·legi de França. Membre electe de l'Acadèmia Francesa des de 1940, sota l'ocupació alemanya, no va arribar a ser rebut com acadèmic.
Amb Joseph Bédier va publicar Histoire de la littérature française.
La seva principal obra és  La Crisi de la consciència europea de 1680-1715 , que va assolir gran repercussió en la historiografia i és constantment citat. Igualment ha influït en la Història de la Filosofia, la Ciència i la Literatura, per aconseguir definir un període clau a través del seu ambient intel·lectual i els seus pensadors clau.

## Obres
- La Révolution française et les lettres italienne, 1789-1815 . Tesis presentada a la Facultat de Lletres de Lyon (1910)
- Giacomo Leopardi  (1913)
- La Ville envahie  (1916)
- L'Italie vivant  (1923)
- La Vie de Stendhal  (1928)
- Avec Victor Hugo en exil  (1930)
- Don Quixot de Cervantes: Étude et analyse  (1931)
- La Crise de la conscience européenne: 1680-1715  (1935)
- Le Visage de l'enfance  (1938)
- Quatre études: Baudelaire. Romantique. Sud un cycle poétique. L'Homme de sentiment  (1940)
- La Pensée européenne au XVIII siècle, de Montesquieu à Lessing  (1946). Text disponible a Internet (en francès)
- Les Livres, els enfants et les hommes  (1932)